# Władysław Niemiec (polityk)
Władysław Niemiec (ur. 23 czerwca 1924 w Żołyni, zm. 23 września 1997) – polski rolnik, poseł na Sejm PRL VII kadencji.

## Życiorys
Syn Józefa i Teresy. Ukończył Męską Szkołę Podstawowa w Żołyni. W czasie II wojny światowej walczył w Batalionach Chłopskich. Przystąpił w 1955 do Zjednoczonego Stronnictwa Ludowego. Pełnił funkcję sekretarza zarządu Kółka Rolniczego, prowadził też własne gospodarstwo w Żołyni. W 1960 został członkiem Wojewódzkiego Zrzeszenia Plantatorów Roślin Włóknistych.
W latach 1973–1981 był radnym Wojewódzkiej Rady Narodowej w Rzeszowie. W latach 1978–1980 pełnił mandat posła na Sejm PRL VII kadencji w okręgu Rzeszów. Zastąpił zmarłego Zbigniewa Załuskiego z Polskiej Zjednoczonej Partii Robotniczej. Zasiadał w Komisji Rolnictwa i Przemysłu Spożywczego oraz w Komisji Spraw Wewnętrznych i Wymiaru Sprawiedliwości.

## Odznaczenia
- Krzyż Kawalerski Orderu Odrodzenia Polski (1983)
- Złoty Krzyż Zasługi (1975)
- Medal 30-lecia Polski Ludowej
- Medal Zwycięstwa i Wolności 1945